# Victor Opaschi
Victor Opaschi (n. 6 iulie 1948, Dorohoi, Republica Populară Română, România) este un istoric și scriitor român, fost Secretar de Stat pentru Culte în perioada 2013-2022.

## Biografie
A urmat cursurile Facultății de Istorie-Filosofie a Universității „Alexandru Ioan Cuza” din Iași, luându-și diploma de licență în 1971.
Între anii 1971–1982 a fost cercetător științific la Institutul de Științe Politice, iar între 1984–1989 a fost profesor de istorie la Liceul de Artă „George Enescu” din București.
În 1990 a devenit Consilier de Stat pentru Cultură și Culte la Președinția României, post pe care l-a ocupat în perioadele 1990-1996 și 2000-2004. În perioada 2012-2013 a fost Secretar de Stat pentru Cultură și Culte în Ministerul Culturii și Patrimoniului Național, iar din 2013 și până în 2022 a fost Secretar de Stat la Secretariatul de Stat pentru Culte.

## Lucrări publicate
- Ion Iliescu, om și lider, Editura Litera, București, 2013, ISBN 9786069331842.[3]

## Distincții și premii
- Ordinul Național „Serviciul Credincios”, 2004[2]
- Ordinul Meritul Cultural, 2009[2]
- Mare Comandor al Ordinului Național Brazilian „Rio Branco”, 2003
- „Commendatore” al Ordinului Național Italian „Sella Della Solidarieta’ Italiana”, 2004
- Crucea Patriarhală, acordată de P.F. Patriarh Teoctist, 1996
- „Crucea Moldavă” acordata de I.P.S. Mitropolit Daniel, 1996
- Comandor al Ordinului „Purtător al Crucii Ortodoxe a Sfântului Mormânt” acordat de Patriarhul Ortodox al Ierusalimului, 2004
- Medalii jubiliare oferite de către Papa Ioan Paul al II-lea cu ocazia primirilor la Vatican în anii 1991, 1992, 1993, 1994, 1995, 1996, 2001, 2003, 2004